# Australopithecus bahrelghazali
Australopithecus bahrelghazali је изумрли хоминин којег је први открио палеонтолог Мишел Бруне 1995. године у долини Бахр ел Газал близу налазишта Коро Торо у Чаду; Брунет је том примерку дао надимак Абел. Старост му је утврђена Радиометријске датирањем помоћу берилијума, те је закључено да је живео пре 3,6 милиона година.
Примерак се састоји од делића вилице, другог доњег секутића, оба доња очњака и сва четири кутњака, још увек везана за зубне чашице. Прави назив тог примерка је КТ-12/Х1; „Абел” је незванични назив, посвета Брунеовом преминулом колеги Абелу Брилансоу. Ти остаци лоцирани су 2.500 километара западно од источноафричке Велике расједне долине.
Вилица КТ-12/Х1 има особине сличне зубима врсте Australopithecus afarensis; то је навело истраживаче као што је Вилијам Кимбел на тврдњу да је Абел примерак засебне врсте, али „припада унутар опсега варијације” врсте Australopithecus bahrelghazali.